# Necșești (okręg Teleorman)
Necșești – wieś w Rumunii, w okręgu Teleorman, w gminie Necșești. W 2011 roku liczyła 643 mieszkańców.